# Schomron (Regionalverwaltung)
Schomron (hebräisch מועצה אזורית שומרון,ן, Mo'atza Azorit Shomron) ist eine israelische Regionalverwaltung israelischer Siedlungen im besetzten Westjordanland, das von Israel als Judäa und Samaria bezeichnet wird. Der Sitz der Verwaltung ist in Elon More.

## Lage
Schomron liegt im nördlichen Westjordanland, in den Hügeln Samariens.
Die Regionalverwaltung ist aufgrund der Größe in drei geografische Regionen eingeteilt:
- Nord-Samaria mit einer Gesamtbevölkerung von etwa 2000 Einwohnern, besteht aus den Siedlungen: Chermes, Chinanit, Mevo Dotan, Reichan und Schaked. Auch die im Jahr 2005 aufgegebenen Siedlungen Ganim, Kadim, Chomesch und Sa Nur liegen dort.
- Zentral-West Samaria  mit einer Gesamtbevölkerung von rund 18.000 Einwohnern, besteht aus den Siedlungen Alei Zahav, Awnei Chefetz, Barkan, Etz Efraim, Einav, Jakir, Kirjat Netafim, Ma'ale Schomron, Nofim, Pedu'el, Revava, Sal'it, Scha'arei Tikwa, Schavei Schomron und Tzufim
- Bergregion mit einer Gesamtbevölkerung von rund 4000 Einwohnern. Ein Block mit 3000 Einwohnern liegt in der Nähe von Nablus und besteht aus den Siedlungen Elon More, Bracha, Itamar und Jitzhar, der andere Block weiter südlich mit rund 1000 Einwohnern in den Siedlungen Kfar Tapuach, Migdalim, Nofei Nehemia und Rechelim

Die Ortschaften Alfei Menasche, Ariel, Elkana, Immanuel, Karnei Schomron, Kedumim und Oranit sind zwar vom Gebiet der Regionalverwaltung umschlossen, bilden aber mittlerweile eigenständige Kommunalverwaltungen.

## Geschichte
Der Name der Regionalverwaltung Schomron bezieht sich auf die historische Region Samaria in der Antike. So befindet sich im Wappen auch aus biblischen Zeiten der Satz: „Du sollst wieder Weinberge pflanzen auf den Bergen Samarias.“ (Jeremia 31,5)
Israel besetzte im Sechstagekrieg von 1967 das Gebiet der späteren Regionalverwaltung. Sie wurde im April 1979 für die Siedlungen Ariel,  Elkana, Karnei Schomron, Kedumim, Kfar Tapuach, Mevo Dotan und Schavei Schomron gegründet.
Ariel, Elkana, Karnei Schomron und Kedumim erwarben in der Zwischenzeit den Status einer Gemeindeverwaltung oder Stadtverwaltung, obwohl geografisch innerhalb der Grenzen der Schomron Regionalrat liegen, bilden sie jetzt aber eine eigene Verwaltungseinheit.
In der Zweiten Intifada von September 2000 bis Februar 2005 wurden bei Anschlägen palästinensischer Terroristen 43 Menschen auf dem Gebiet der Regionalverwaltung getötet.
Bei einem Überfall palästinensischer Terroristen auf Elon Moreh wurden am 28. September 2002 vier jüdische Einwohner getötet und ein weiterer verletzt. Die Attentäter drangen am Abend in die Siedlung ein und feuerten mit automatischen Waffen auf die Bewohner in einem Wohnhaus. Bei den Opfern handelt es sich um Rahel und David Gavish (beide 50 Jahre alt), ihr Sohn Avraham (20) und der Vater von Rahel Gavish, Yitzhak Kanner (81).
Im August und September 2005 wurden die im nördlichen Schomron liegenden Siedlungen Chomesch, Ganim, Kadim und Sa Nur im Rahmen des Abkoppelungsplans aufgegeben.
Die ab 2008 fertiggestellte Sperranlage zerschneidet das Gebiet der Regionalverwaltung. Die Siedlungen Alei Zahav, Barkan, Chinanit, Etz Efraim, Jakir, Kirjat Netafim, Nofim, Ma’ale Schomron, Pedu’el, Reichan, Revava, Sal‘it, Scha’arei Tikva, Schaked und Tzufim liegen auf der westlichen, israelischen Seite. Die restlichen Siedlungen befinden sich verstreut zwischen den palästinensischen Autonomiegebieten.
Am 9. Januar 2018 wurde in der Nähe seiner Wohnung im Außenposten Havat Gilad bei Nablus der 35-jährige Rabbiner Rasiel Schevach mit 22 auf ihn abgefeuerten Kugeln ermordet. Er hinterlässt seine Ehefrau Jael Schevach und sechs Kinder im Alter zwischen zehn Jahren und zehn Monaten.
Ein palästinensischer Autofahrer hat am 16. März 2018 in der Nähe von Mevo Dotan absichtlich ein israelisches Fahrzeug mit vier Soldaten gerammt. Zwei Israelis starben, die beiden anderen erlitten Verletzungen. Der leicht verletzte Attentäter wurde festgenommen.
Am 7. Oktober 2018 hat ein Palästinenser im Barkan-Industriepark die 29-jährige Israeli Kim Levengrond Jeheskel und den 35-jährigen Israeli Siv Hadschbi ermordet, nachdem er sie zuvor gefesselt hatte. Eine weitere Israelin wurde verwundet. Das Industriegebiet gilt als Zeichen gelebter Koexistenz, in dem Israelis und Palästinenser zusammen arbeiten.
Die Schomron Regionalverwaltung ist im Jahr 2014 für über 29 Siedlungen mit einer Gesamtbevölkerung von 34.100 Menschen zuständig.
Am 2. Mai 2021 schoss ein Palästinenser an der Tapuach-Kreuzung auf Talmudschüler an einer Bushaltestelle. Drei von ihnen wurden verwundet, der 19-jährige Jehuda Guetta verstarb drei Tage später an seinen Verletzungen.

## Gliederung
- 2 Moschawim: siehe Tabelle der Moschawim
- 25 Gemeinschaftssiedlungen: siehe Tabelle der Gemeinschaftssiedlungen
- 2 Kommunale Ortschaften: Etz Efraim und Nofim
- 13 Außenposten: siehe Liste israelischer Siedlungen

## Einwohner
Die Einwohnerzahl beträgt 50.175 (Stand: Januar 2022).
Das israelische Zentralbüro für Statistik gibt bei den Volkszählungen vom 4. Juni 1983, 4. November 1995 und vom 28. Dezember 2008 für  die Orte der Regionalverwaltung folgende Einwohnerzahlen an:
| Name             | 1983  | 1995   | 2008   | Bemerkung        |
| ---------------- | ----- | ------ | ------ | ---------------- |
| Alei Zahav       | 63    | 353    | 851    |                  |
| Ariel            | 1.340 | –      | –      |                  |
| Alfei Menasche   | 40    | –      | –      |                  |
| Awnei Chefetz    | –     | 270    | 1.357  |                  |
| Barkan           | 172   | 929    | 1.317  |                  |
| Bracha           | 58    | 372    | 1.364  |                  |
| Bruchin          | –     | –      | –      | Legalisiert 2012 |
| Chermesch        | –     | 179    | 210    |                  |
| Chinanit         | 66    | 249    | 864    |                  |
| Chomesch         | –     | 168    | –      |                  |
| Einav            | 89    | 333    | 568    |                  |
| Elon More        | 393   | 1.130  | 1.315  |                  |
| Etz Efraim       | –     | 269    | 716    |                  |
| Ganim            | –     | 136    | –      |                  |
| Immanuel         | 380   | –      | –      |                  |
| Itamar           | –     | 298    | 785    |                  |
| Jakir            | 256   | 682    | 1.129  |                  |
| Jitzhar          | –     | 231    | 864    |                  |
| Kadim            | –     | 130    | –      |                  |
| Karnei Schomron  | 730   | –      | –      |                  |
| Kedumim          | 910   | –      | –      |                  |
| Kfar Tapuach     | 82    | 294    | 867    |                  |
| Kirjat Netafim   | –     | 157    | 545    |                  |
| Ma`ale Schomron  | 188   | 421    | 582    |                  |
| Mevo Dotan       | 98    | 307    | 313    |                  |
| Migdalim         | –     | 92     | 138    |                  |
| Nofim            | –     | 286    | 410    |                  |
| Pedu'el          | –     | 498    | 1.227  |                  |
| Rechelim         | –     | –      | –      | Legalisiert 2012 |
| Reichan          | 51    | 105    | 171    |                  |
| Revava           | –     | 145    | 1.075  |                  |
| Sal'it           | 172   | 340    | 465    |                  |
| Sa Nur           | –     | 54     | –      |                  |
| Scha'arei Tikva  | 7     | 2.260  | 4.084  |                  |
| Schaked          | 110   | 455    | 546    |                  |
| Schavei Schomron | 267   | 619    | 692    |                  |
| Tal Menasche     | –     | –      | –      | Legalisiert 2012 |
| Tzufim           | –     | 566    | 1.181  |                  |
|                  |       |        |        |                  |
| Zusammen         | 5.472 | 12.328 | 23.636 |                  |

## Bürgermeister
- Bis 2007 Benzi Lieberman
- 2007–2015 Gerschon Mesika
- Seit 2015 Jossi Dagan